# باشگاه فوتبال سنترال یونایتد
باشگاه فوتبال سنترال یونایتد یک باشگاه فوتبال آماتور مستقر در ساندرینگام، اوکلند، نیوزیلند است که در کنفرانس لیگ فوتبال منطقه‌ای شمالی تکمیل می‌شود.

## تاریخچه
پس از تغییر ساختار سیستم لیگ ملی نیوزیلند، جایگاه آنها در لیگ شمالی توسط باشگاه خواهر، آوکلند سیتی قبل از فصل ۲۰۲۱ گرفته شد، آنها متعاقباً در سال ۲۰۲۲ وارد مسابقات قهرمانی آن‌آراف شدند.

## آمار قاره‌ای
- ۱۹۹۹: نیمه نهایی

## افتخارات
- لیگ ملی فوتبال نیوزیلند: ۲ قهرمانی
- لیگ شمالی نیوزیلند: ۴ قهرمانی
- کنفرانس لیگ فوتبال منطقه‌ای شمالی: ۱ قهرمانی
- جام چاتام: ۵ قهرمانی